# Ligne JR Takarazuka
La ligne JR Takarazuka (JR宝塚線, JR Takarazuka-sen) est une ligne de train japonaise exploitée par la West Japan Railway Company (JR West) reliant Osaka à Tamba-Sasayama. Elle correspond à la section de la ligne Tōkaidō entre les gares d'Osaka et d'Amagasaki et à la section de la ligne Fukuchiyama entre les gares d'Amagasaki et de Sasayamaguchi dans la ville de Tamba-Sasayama.
La ligne JR Takarazuka constitue la ligne G du réseau urbain de la JR West dans l'agglomération d'Osaka-Kobe-Kyoto.

## Histoire
L'utilisation du nom "ligne JR Takarazuka" commence le 13 mars 1988.

## Caractéristiques

### Ligne
La ligne traverse les préfectures d'Osaka et de Hyōgo. Elle se trouve en connexion avec les lignes métropolitaines de la zone Keihanshin et d'autres lignes dans la région de Fukuchiyama, comme la ligne Sanin ou Kakogawa.
- Longueur : 66,1 km
- Écartement : 1 067 mm
- Électrification : 1 500 V cc
- Nombre de voies : Double voie

### Tracé
|  |

### Liste des gares
La ligne comprend 23 gares avec une distance moyenne de 3,01 km entre chaque gare.
- （※） Arrêt limité.
- À noter que les trains de type Local s'arrêtent à toutes les gares.
- À partir de Sanda, les trains Rapid Service et Tambaji Rapid Service se comporte comme un train local jusqu'à Sasayamaguchi.
- Les trains Rapid Service sont sur la colonne R
- Les trains Tambaji Rapid Service sont sur la colonne T.R
- le Limited Express Kounotori s'arrête également à quelques gares.

| Ligne officielle         | Gare      | Nom japonais | Distance entre chaque gare | Distance depuis Osaka | R | T.R                                                                                  | Correspondance | Localisation        | Localisation | Localisation |
| ------------------------ | --------- | ------------ | -------------------------- | --------------------- | - | ------------------------------------------------------------------------------------ | --- | ------------------- | ------------ | ------------ |
| Ligne principale Tōkaidō | Osaka     | 大阪         | -                          | 0,0                   |   |                                                                                      | JR West : JR Kyoto, JR Kobe, ligne circulaire d'Osaka, JR Tōzai (à Kitashinchi) Hanshin : Hanshin (à Osaka-Umeda) Hankyu : Kyoto, Kobe, Takarazuka (à Osaka-Umeda) Métro d'Osaka : Midōsuji, Tanimachi (à Higashi-Umeda), Yotsubashi (à Nishi-Umeda) | Préfecture d'Osaka  | Osaka        |              |
| Ligne principale Tōkaidō | Tsukamoto | 塚本         | 3,4                        | 3,4                   |   |                                                                                      | | Préfecture d'Osaka  | Osaka        |              |
| Ligne principale Tōkaidō | Amagasaki | 尼崎         | 4,3                        | 7,7                   |   |                                                                                      | JR West : JR Kobe, JR Tōzai | Préfecture de Hyōgo | Amagasaki    |              |
| Ligne Fukuchiyama        |           |              |                            |                       |   |                                                                                      | | Préfecture de Hyōgo | Amagasaki    |              |
| Tsukaguchi               | 塚口      | 2,5          | 10,2                       | （※）                 |   |                                                                                      | | Préfecture de Hyōgo | Amagasaki    |              |
| Inadera                  | 猪名寺    | 1,4          | 11,6                       |                       |   |                                                                                      | | Préfecture de Hyōgo | Amagasaki    |              |
| Itami                    | 伊丹      | 1,9          | 13,5                       |                       |   |                                                                                      | Itami | Préfecture de Hyōgo |              |              |
| Kita-Itami               | 北伊丹    | 2,1          | 15,6                       |                       |   |                                                                                      | Itami | Préfecture de Hyōgo |              |              |
| Kawanishi-Ikeda          | 川西池田  | 3,1          | 18,7                       |                       |   | Noseden : Myōken (à Kawanishi-Noseguchi) Hankyu : Takarazuka (à Kawanishi-Noseguchi) | Kawanishi | Préfecture de Hyōgo |              |              |
| Nakayamadera             | 中山寺    | 3,5          | 22,2                       |                       |   |                                                                                      | Takarazuka | Préfecture de Hyōgo |              |              |
| Takarazuka               | 宝塚      | 3,3          | 25,5                       |                       |   | Hankyu : Imazu, Takarazuka                                                           | Takarazuka | Préfecture de Hyōgo |              |              |
| Namaze                   | 生瀬      | 1,9          | 27,4                       |                       |   |                                                                                      | Nishinomiya | Préfecture de Hyōgo |              |              |
| Nishinomiya-Najio        | 西宮名塩  | 2,2          | 29,6                       |                       |   |                                                                                      | Nishinomiya | Préfecture de Hyōgo |              |              |
| Takedao                  | 武田尾    | 3,2          | 32,8                       |                       |   |                                                                                      | Takarazuka | Préfecture de Hyōgo |              |              |
| Dōjō                     | 道場      | 5,0          | 37,8                       |                       |   |                                                                                      | Kōbe | Préfecture de Hyōgo |              |              |
| Sanda                    | 三田      | 3,6          | 41,6                       |                       |   | Shintetsu : Sanda                                                                    | Sanda | Préfecture de Hyōgo |              |              |
| Shin-Sanda               | 新三田    | 3,2          | 44,8                       |                       |   |                                                                                      | Sanda | Préfecture de Hyōgo |              |              |
| Hirono                   | 広野      | 2,8          | 47,6                       |                       |   |                                                                                      | Sanda | Préfecture de Hyōgo |              |              |
| Aino                     | 相野      | 4,3          | 51,9                       |                       |   |                                                                                      | Sanda | Préfecture de Hyōgo |              |              |
| Aimoto                   | 藍本      | 4,2          | 55,9                       |                       |   |                                                                                      | Sanda | Préfecture de Hyōgo |              |              |
| Kusano                   | 草野      | 2,0          | 57,9                       |                       |   |                                                                                      | Tamba-Sasayama | Préfecture de Hyōgo |              |              |
| Furuichi                 | 古市      | 3,3          | 61,2                       |                       |   |                                                                                      | Tamba-Sasayama | Préfecture de Hyōgo |              |              |
| Minamiyashiro            | 南矢代    | 2,6          | 63,8                       |                       |   |                                                                                      | Tamba-Sasayama | Préfecture de Hyōgo |              |              |
| Sasayamaguchi            | 篠山口    | 2,3          | 66,1                       |                       |   |                                                                                      | Tamba-Sasayama | Préfecture de Hyōgo |              |              |

## Matériel roulant

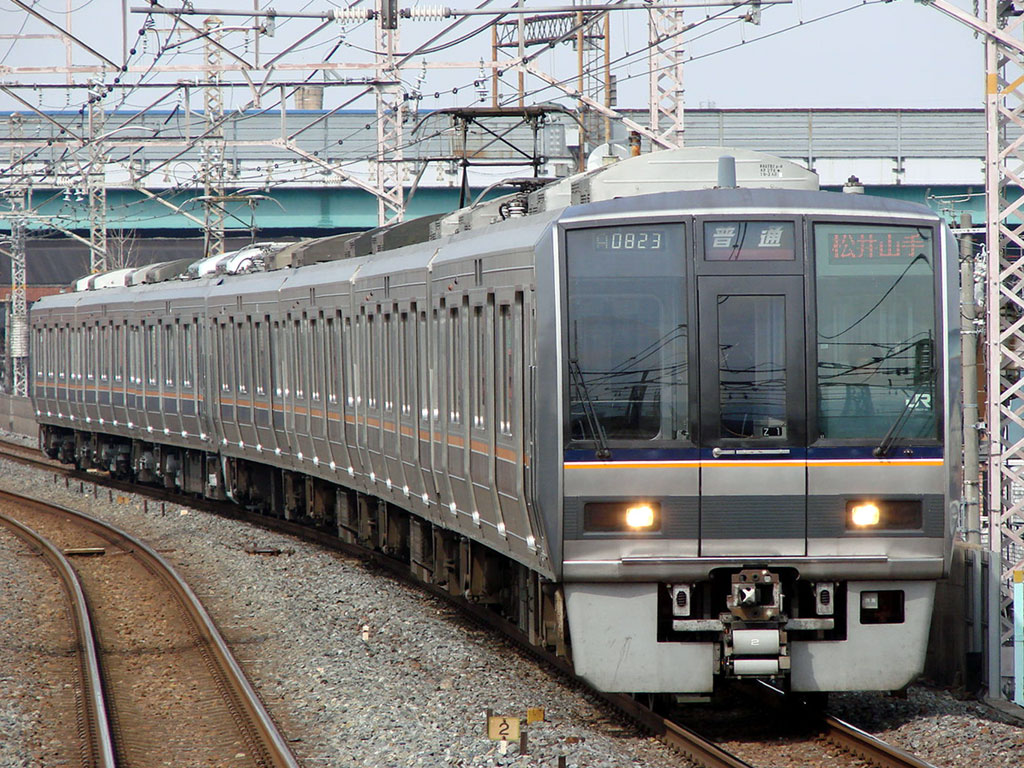
Automotrice série 207
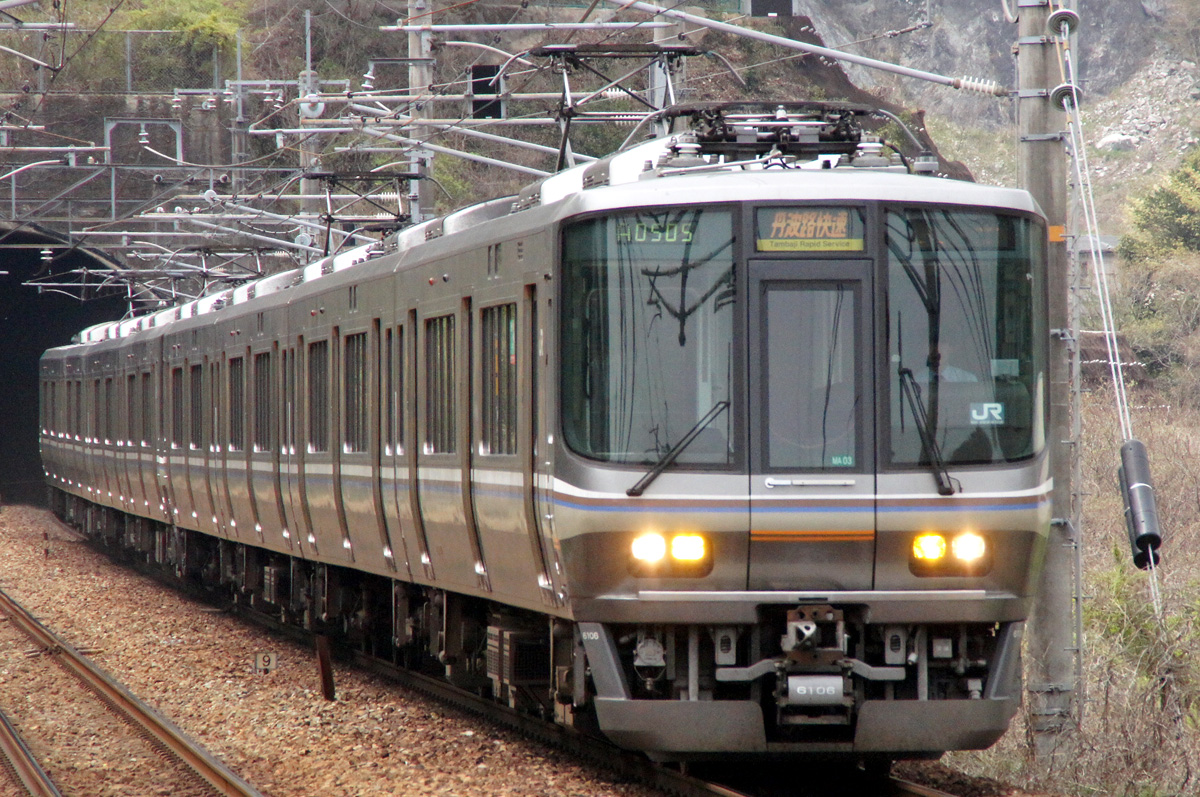
Automotrice série 223
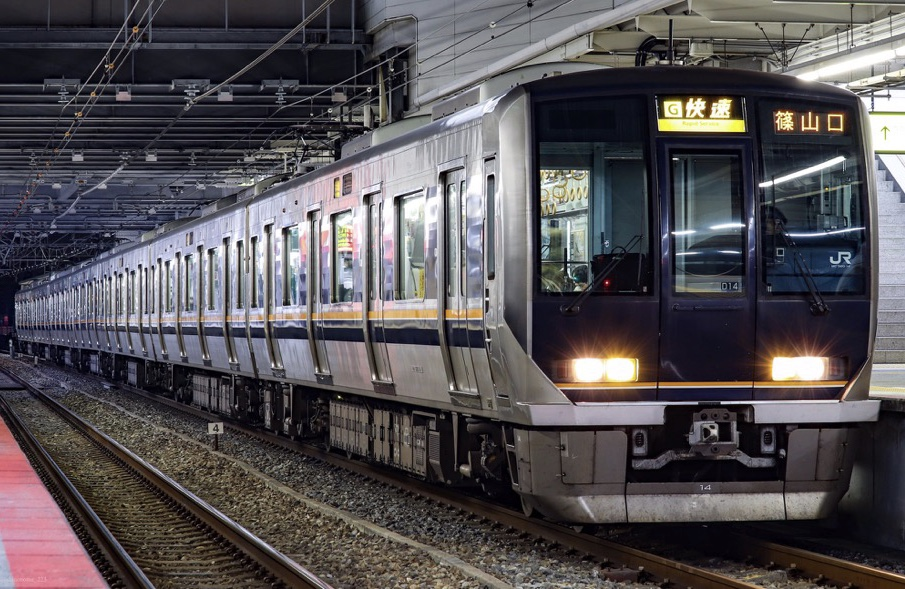
Automotrice série 321
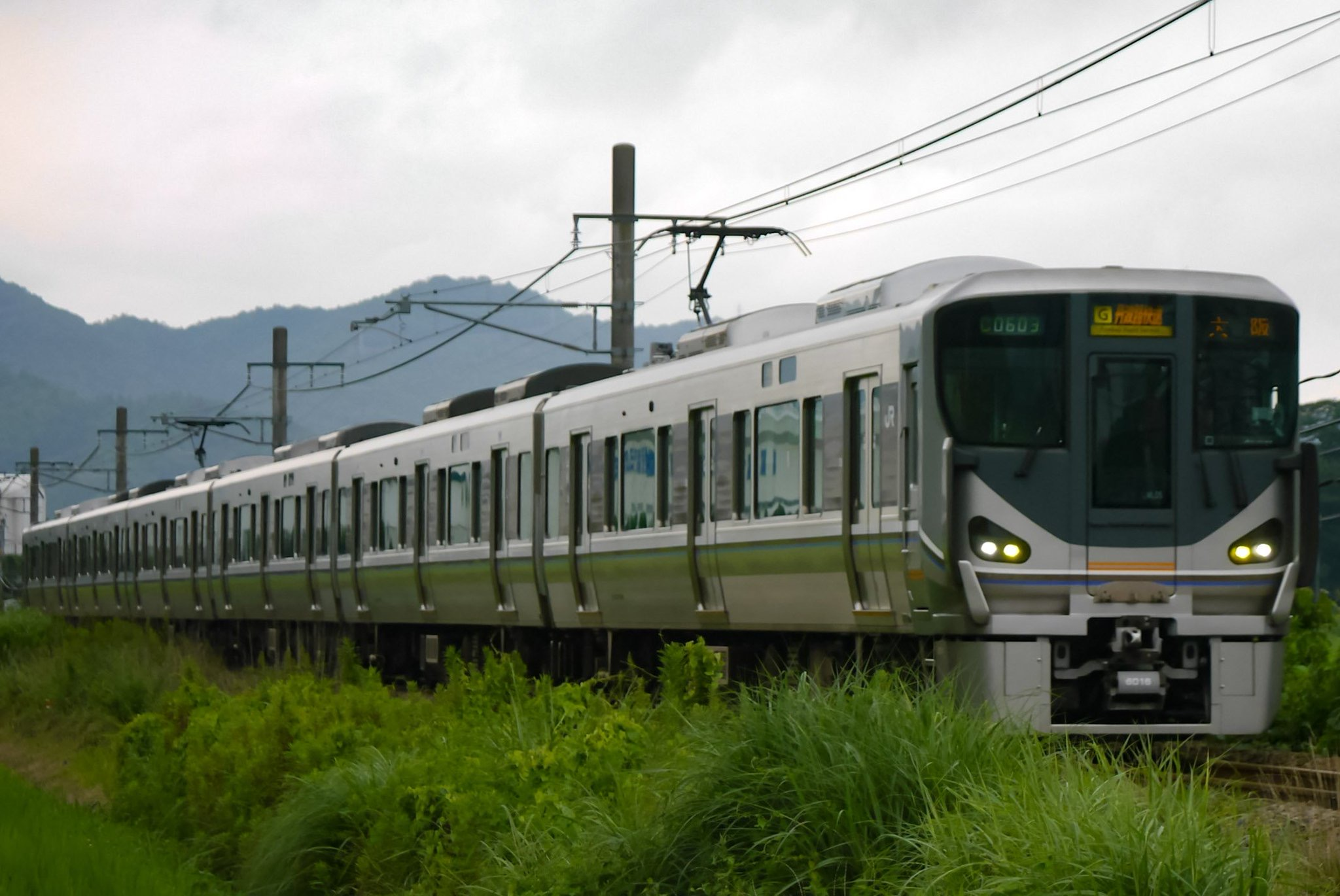
Automotrice série 225
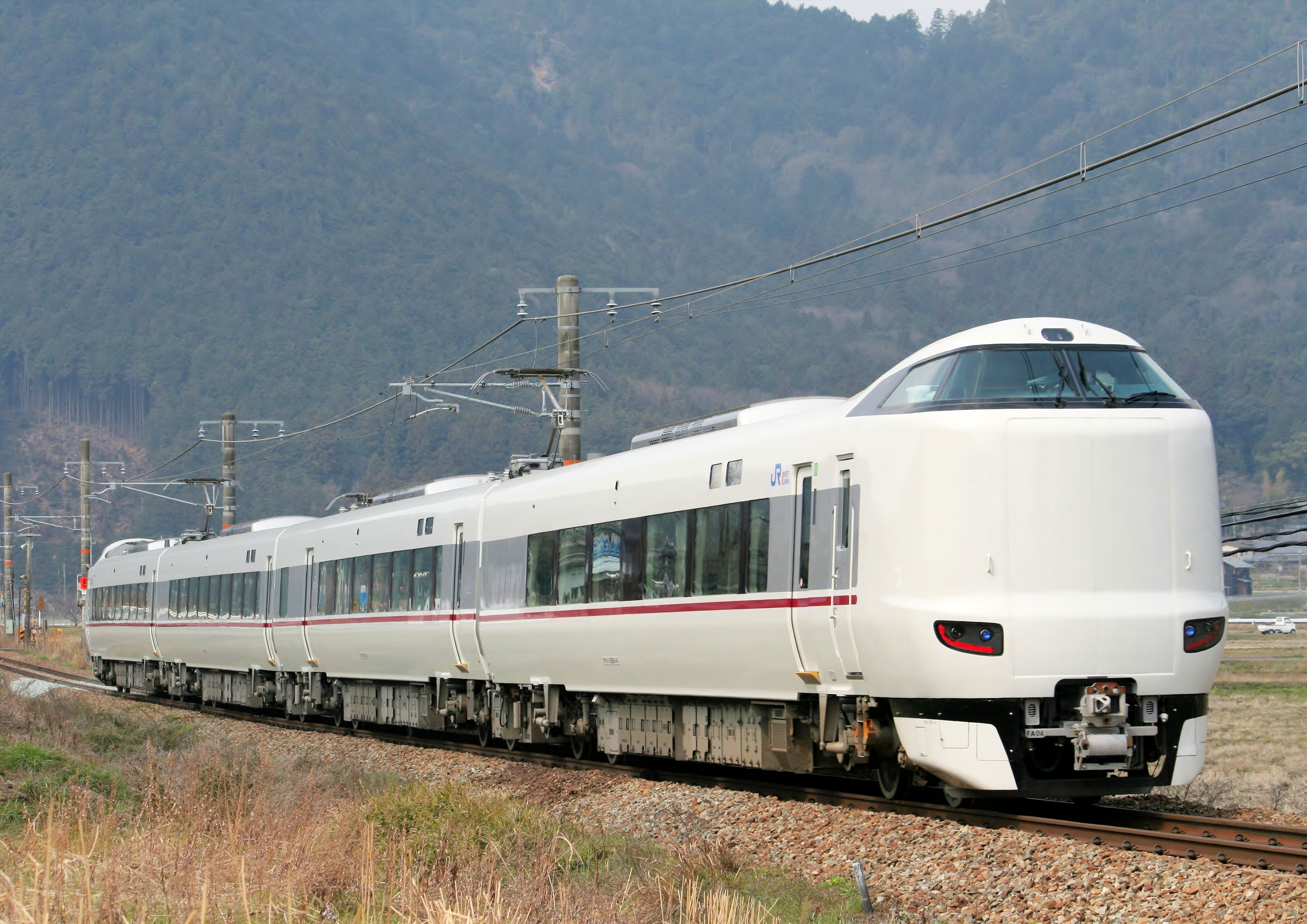
Automotrice série 287
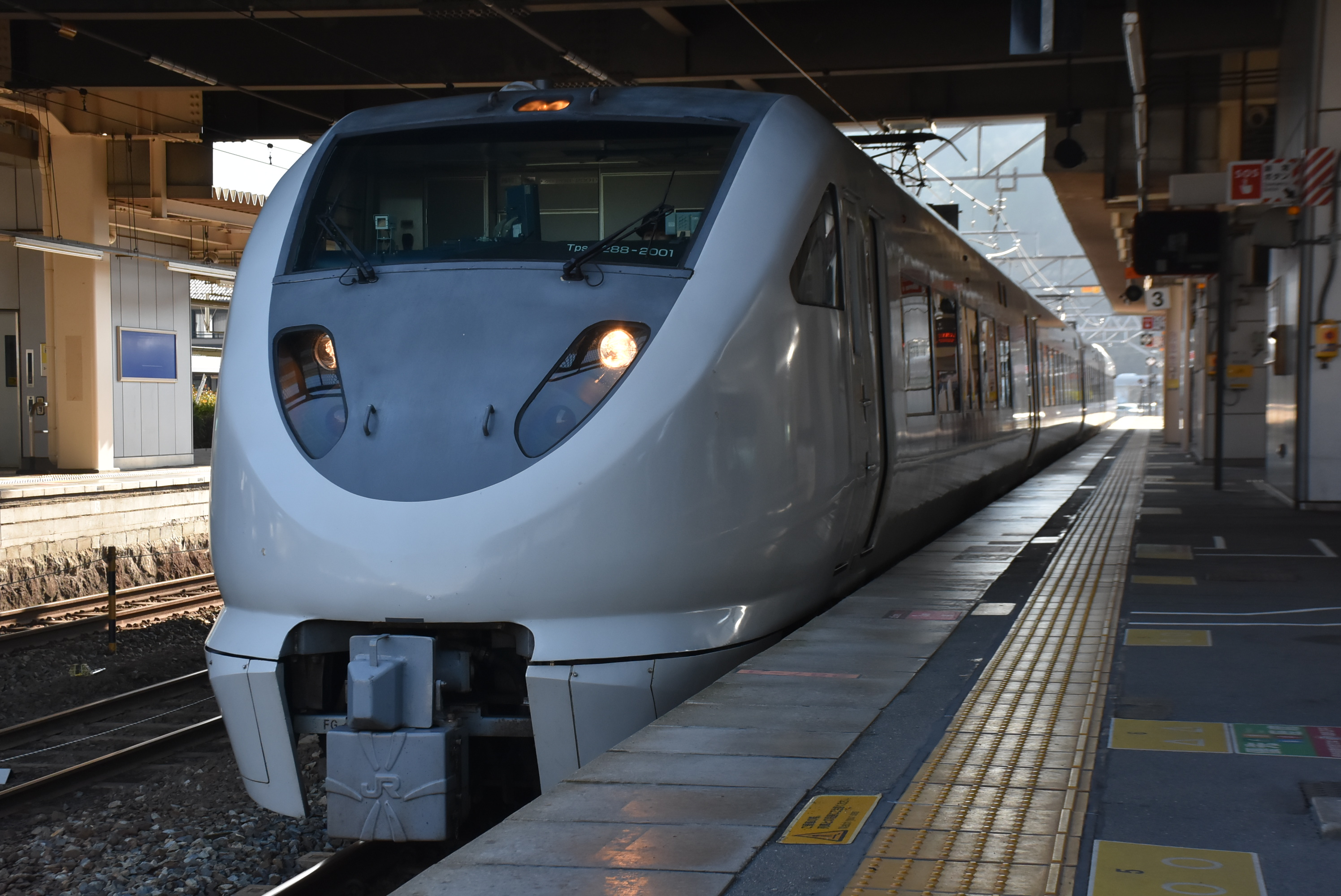
Automotrice série 289